# Немировская, Светлана Анатольевна
Светла́на Анато́льевна Немиро́вская (4 мая 1964 года, Киев, СССР — 27 ноября 2007 года, Санкт-Петербург, Россия) — советская и российская актриса театра и кино.

## Биография
В 1989 году окончила ЛГИК, мастерская Л. Аксёновой.
С 2001 года была членом Союза кинематографистов. 
Ушла из жизни 27 ноября 2007 года на 44-м году жизни в Санкт-Петербурге от рака. Похоронена на Южном кладбище Санкт-Петербурга.

## Личная жизнь
На момент смерти актриса была замужем во второй раз за Алексеем Коростелем. Её дочь от первого брака — Анастасия Немировская (род. 1987), актриса. 

## Избранная фильмография
| Год       |   | Название                                     | Роль                            |
| --------- | - | -------------------------------------------- | ------------------------------- |
| 1981      | ф | На чужом празднике                           | эпизод                          |
| 1983      | ф | Поцелуй                                      | дочь помещика                   |
| 1983      | ф | Вечера на хуторе близ Диканьки               | Ганнуся                         |
| 1984      | ф | Капитан Фракасс                              | девушка в театре                |
| 1989      | ф | Песнь, наводящая ужас                        | девушка в госпитале             |
| 1992      | ф | Пляска смерти / Dance Macabre (США)          | эпизод                          |
| 1994      | ф | Яростные киборги / Dark Future (Россия, США) | мать (под псевдо "Немира"       |
| 1995      | ф | Экспресс до Пекина                           | стюардесса                      |
| 1998—2011 | с | Улицы разбитых фонарей                       | Даша / Рита                     |
| 1999      | с | Агент национальной безопасности-1            | «Милка-Эскимо» (в серии Шантаж) |
| 2000—2005 | с | Чёрный ворон                                 | Светлана                        |
| 2001      | с | Убойная сила-3                               | пострадавшая                    |
| 2002      | с | Нож в облаках                                | Яна Сошальская                  |
| 2003      | ф | Русский ковчег                               | статс-дама                      |
| 2004      | ф | Медная бабушка                               | Софи Карамзина                  |
| 2004—2011 | с | Опера. Хроники убойного отдела               | Вероника                        |
| 2006      | с | Бандитский Петербург. Фильм 8. Терминал      | эпизод                          |
| 2006      | с | Столыпин... Невыученные уроки                | Межерицкая                      |
| 2006      | с | Сонька Золотая Ручка                         | Имя персонажа не указано        |
| 2006      | ф | Гадкие лебеди                                | эпизод                          |
| 2008      | с | Тяжёлый песок                                | Сара                            |